# SM-liiga 1986/1987
SM-liiga 1986/1987 byla 12. sezonou Finské ligy ledního hokeje. Mistrem se stal tým Tappara Tampere.

## Základní část
| Poř. | Tým              | B  | V  | R | P  | Skóre   | +/- |
| ---- | ---------------- | -- | -- | - | -- | ------- | --- |
| 1    | Kärpät Oulu      | 54 | 25 | 4 | 15 | 209-161 | +48 |
| 2    | Tappara Tampere  | 52 | 24 | 4 | 16 | 203-148 | +55 |
| 3    | TPS Turku        | 50 | 22 | 6 | 16 | 198-194 | +4  |
| 4    | IFK Helsinky     | 47 | 21 | 5 | 18 | 193-168 | +25 |
| 5    | Ilves Tampere    | 47 | 21 | 5 | 18 | 195-169 | +26 |
| 6    | Ässät Pori       | 43 | 19 | 5 | 20 | 167-191 | -24 |
| 7    | JyP HT Jyväskylä | 41 | 17 | 7 | 20 | 165-179 | -14 |
| 8    | Lukko Rauma      | 40 | 16 | 8 | 20 | 158-179 | -21 |
| 9    | KalPa Kuopio     | 39 | 17 | 5 | 22 | 174-208 | -34 |
| 10   | Jokerit Helsinky | 27 | 12 | 3 | 29 | 161-226 | -65 |

## Play off

### Semifinále
- Kärpät Oulu – IFK Helsinky 3:1 (3:2, 1:6, 8:4, 4:2)
- Tappara Tampere – TPS Turku 3:1 (3:2, 1:6, 8:4, 4:2)

### O 3. místo
- TPS Turku – IFK Helsinky 1:5 (hráno na jeden zápas)

### Finále
- Kärpät Oulu – Tappara Tampere 1:4 (3:5, 4:6, 5:1, 3:6, 2:5)